# Hornoy-le-Bourg
Hornoy-le-Bourg é uma comuna francesa na região administrativa de Altos da França, no departamento de Somme. Estende-se por uma área de 51.23 km². Em 2010 a comuna tinha 1 708 habitantes (densidade: 33,3 hab./km²).